# Galeries Lafayette Montparnasse

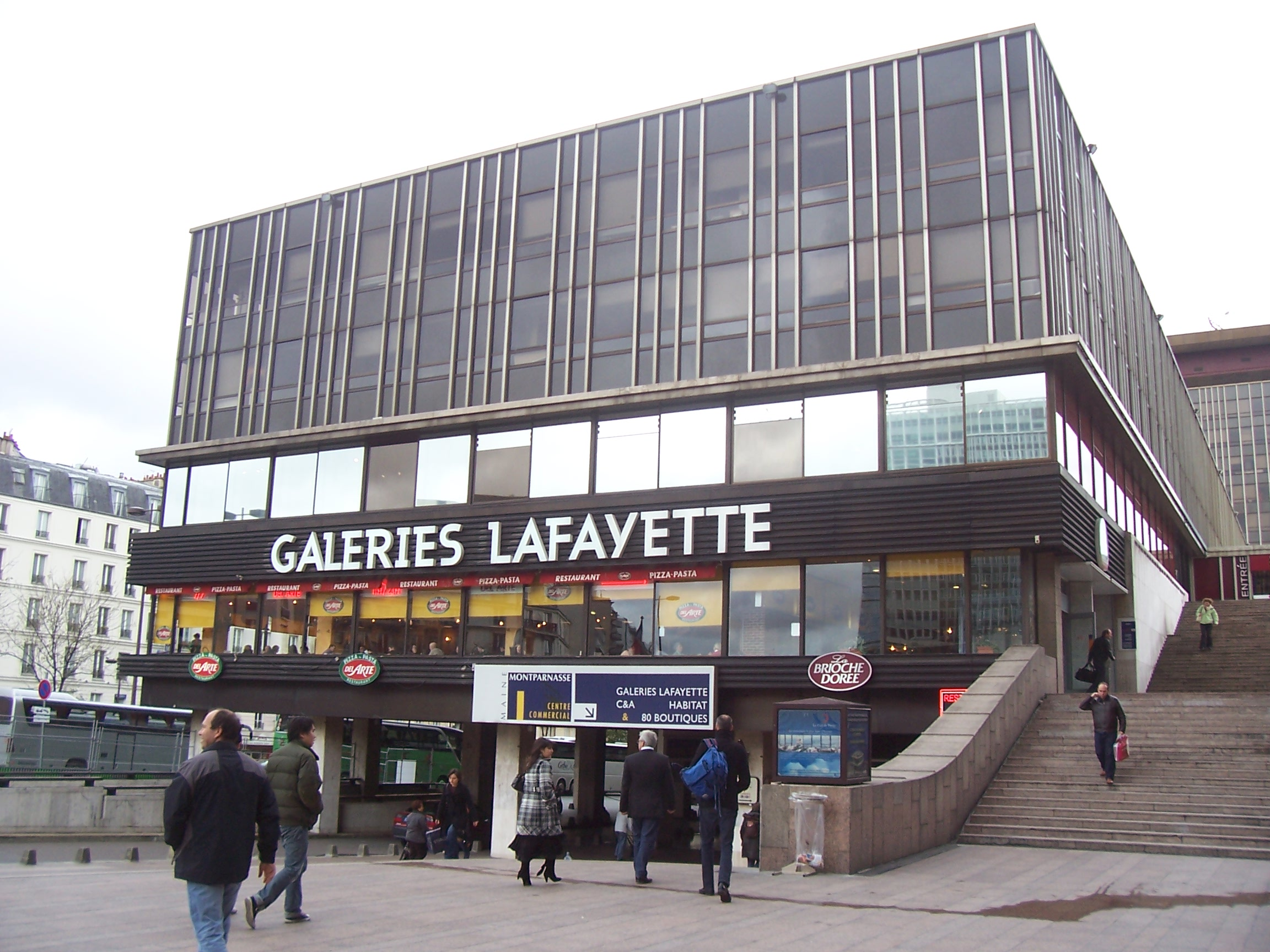
Entrée des Galeries en 2004.

Les Galeries Lafayette Montparnasse étaient un grand magasin du Groupe Galeries Lafayette, une des trois implantations à Paris de l’enseigne Galeries Lafayette. Ouvertes en 1972 au pied de la Tour Montparnasse, elles étaient situées sur la rive gauche, dans le quartier Necker du 15e arrondissement, au 22, rue du Départ, au niveau 0 du centre Montparnasse Rive Gauche (Centre commercial Montparnasse jusqu'en 2015), au sein de l’« Ensemble immobilier Tour Maine-Montparnasse ». Leurs dernières rénovations complètes se sont achevées en 2008 et la fermeture définitive a eu lieu début novembre 2019. Certains magasins restent encore ouverts à ce jour (décembre 2023), comme celui de C&A.
Elles ne doivent pas être confondues avec : 
- les Galeries Lafayette Haussmann situées sur la rive droite, qui perpétuent le magasin historique de l’enseigne, créé en 1894 à l’angle de la rue La Fayette ;
- les Galeries Lafayette Champs-Élysées, magasin ouvert en 2019 sur l'avenue des Champs-Élysées.

En novembre 1990, lors de manifestations étudiantes, le magasin est envahi par des manifestants et pillé.